# HC Milevsko 1934
HC Milevsko 1934 (celým názvem: Hockey Club Milevsko 1934) je český klub ledního hokeje, který sídlí ve městě Milevsko v Jihočeském kraji. Založen byl v roce 1934. Do sezóny 2013/14 hrál 2. českou hokejovou ligu. Od sezóny 2014/15 působí v Jihočeské krajské lize, čtvrté české nejvyšší soutěži ledního hokeje. Klubové barvy jsou modrá a žlutá. 
Své domácí zápasy odehrává na zimním stadionu Milevsko s kapacitou 3 500 diváků.

## Historické názvy
- 1934 – SK Milevsko (Sportovní klub Milevsko)
- 1949 – Sokol Milevsko
- 1957 – TJ ZVVZ Milevsko (Tělovýchovná jednota Závody na výrobu vzduchotechnických zařízení Milevsko)
- 1993 – HC ZVVZ Milevsko (Hockey Club Závody na výrobu vzduchotechnických zařízení Milevsko)
- 2010 – HC Milevsko 2010 (Hockey Club Milevsko 2010)
- 2021 – HC Milevsko 1934 (Hockey Club Milevsko 1934)

## Přehled ligové účasti
Stručný přehled
Zdroj: 
- 1946–1947: Západočeská divize – sk. B (2. ligová úroveň v Československu)
- 1969–1971: Divize – sk. A (3. ligová úroveň v Československu)
- 1971–1973: 1. ČNHL – sk. A (2. ligová úroveň v Československu)
- 1973–1979: 1. ČNHL (2. ligová úroveň v Československu)
- 1979–1983: 1. ČNHL – sk. A (2. ligová úroveň v Československu)
- 1983–1987: 2. ČNHL – sk. B (3. ligová úroveň v Československu)
- 1987–1989: 2. ČNHL – sk. A (3. ligová úroveň v Československu)
- 1989–1990: 1. ČNHL (2. ligová úroveň v Československu)
- 1990–1991: 2. ČNHL – sk. A (3. ligová úroveň v Československu)
- 1991–1992: 1. ČNHL (2. ligová úroveň v Československu)
- 1992–1993: 2. ČNHL – sk. B (3. ligová úroveň v Československu)
- 1993–1994: 2. liga – sk. Východ (3. ligová úroveň v České republice)
- 1994–2001: 2. liga – sk. Západ (3. ligová úroveň v České republice)
- 2001–2008: 2. liga – sk. Střed (3. ligová úroveň v České republice)
- 2008–2009: 2. liga – sk. Západ (3. ligová úroveň v České republice)
- 2009–2011: 2. liga – sk. Střed (3. ligová úroveň v České republice)
- 2011–2014: 2. liga – sk. Západ (3. ligová úroveň v České republice)
- 2014–2025 : Jihočeská krajská liga (4. ligová úroveň v České republice)
- 2025-: 2. liga – sk. Západ (3. ligová úroveň v České republice)

Jednotlivé ročníky
Zdroj: 
Legenda: ZČ - základní část, červené podbarvení - sestup, zelené podbarvení - postup, fialové podbarvení - reorganizace, změna skupiny či soutěže
| Československo (1946 – 1993) |                            |           |           |                                                                   |               |
| Sezóny                       | Soutěž                     | Úroveň    | ZČ        | Play-off, nadstavba, sk. o udržení...                             | Poznámky      |
| 1946/47                      | Západočeská divize – sk. B | 3. úroveň | 5. místo  |                                                                   | Sestup        |
| ...                          |                            |           |           |                                                                   |               |
| 1969/70                      | Divize – sk. A             | 3. úroveň | 1. místo  | Kvalifikace o ČNHL (4. místo)                                     |               |
| 1970/71                      | Divize – sk. A             | 3. úroveň | 1. místo  | Kvalifikace o ČNHL (1. místo)                                     | Postup        |
| 1971/72                      | 1. ČNHL – sk. A            | 2. úroveň | 12. místo |                                                                   |               |
| 1972/73                      | 1. ČNHL – sk. A            | 2. úroveň | 3. místo  |                                                                   | Reorganizace  |
| 1973/74                      | 1. ČNHL                    | 2. úroveň | 7. místo  |                                                                   |               |
| 1974/75                      | 1. ČNHL                    | 2. úroveň | 7. místo  |                                                                   |               |
| 1975/76                      | 1. ČNHL                    | 2. úroveň | 4. místo  |                                                                   |               |
| 1976/77                      | 1. ČNHL                    | 2. úroveň | 4. místo  |                                                                   |               |
| 1977/78                      | 1. ČNHL                    | 2. úroveň | 7. místo  |                                                                   |               |
| 1978/79                      | 1. ČNHL                    | 2. úroveň | 11. místo |                                                                   | Reorganizace  |
| 1979/80                      | 1. ČNHL – sk. A            | 2. úroveň | 7. místo  |                                                                   |               |
| 1980/81                      | 1. ČNHL – sk. A            | 2. úroveň | 4. místo  | Finálová skupina (6. místo)                                       |               |
| 1981/82                      | 1. ČNHL – sk. A            | 2. úroveň | 3. místo  | Finálová skupina (9. místo)                                       |               |
| 1982/83                      | 1. ČNHL – sk. A            | 2. úroveň | 10. místo | Skupina o udržení A (5. místo)                                    | Reorganizace  |
| 1983/84                      | 2. ČNHL – sk. B            | 3. úroveň | 2. místo  |                                                                   |               |
| 1984/85                      | 2. ČNHL – sk. B            | 3. úroveň | 4. místo  |                                                                   |               |
| 1985/86                      | 2. ČNHL – sk. B            | 3. úroveň | 3. místo  |                                                                   |               |
| 1986/87                      | 2. ČNHL – sk. B            | 3. úroveň | 2. místo  |                                                                   | Změna skupiny |
| 1987/88                      | 2. ČNHL – sk. A            | 3. úroveň | 1. místo  | Finálová skupina (3. místo)                                       |               |
| 1988/89                      | 2. ČNHL – sk. A            | 3. úroveň | 1. místo  | Finálová skupina (2. místo)                                       | Postup        |
| 1989/90                      | 1. ČNHL                    | 2. úroveň | 11. místo | Skupina o udržení (4. místo)                                      | Sestup        |
| 1990/91                      | 2. ČNHL – sk. A            | 3. úroveň | 1. místo  | Finále                                                            | Postup        |
| 1991/92                      | 1. ČNHL                    | 2. úroveň | 14. místo | Skupina o udržení (6. místo)                                      | Sestup        |
| 1992/93                      | 2. ČNHL – sk. B            | 3. úroveň | 2. místo  |                                                                   | Reorganizace  |
| Česko (1993 – 2010)          |                            |           |           |                                                                   |               |
| Sezóny                       | Soutěž                     | Úroveň    | ZČ        | Play-off, nadstavba, sk. o udržení...                             | Poznámky      |
| 1993/94                      | 2. liga – sk. Východ       | 3. úroveň | 1. místo  | Baráž o 1. ligu (prohra)                                          | Změna skupiny |
| 1994/95                      | 2. liga – sk. Západ        | 3. úroveň | 5. místo  | Ne                                                                |               |
| 1995/96                      | 2. liga – sk. Západ        | 3. úroveň | 2. místo  | Ne                                                                | Baráž         |
| 1996/97                      | 2. liga – sk. Západ        | 3. úroveň | 7. místo  | Ne                                                                |               |
| 1997/98                      | 2. liga – sk. Západ        | 3. úroveň | 7. místo  | Ne                                                                |               |
| 1998/99                      | 2. liga – sk. Západ        | 3. úroveň | 4. místo  | Čtvrtfinále (prohra 0:2 na zápasy s HC Papíroví Draci Šumperk)    |               |
| 1999/00                      | 2. liga – sk. Západ        | 3. úroveň | 14. místo | Ne                                                                |               |
| 2000/01                      | 2. liga – sk. Západ        | 3. úroveň | 15. místo | Ne                                                                | Změna skupiny |
| 2001/02                      | 2. liga – sk. Střed        | 3. úroveň | 10. místo | Ne                                                                |               |
| 2002/03                      | 2. liga – sk. Střed        | 3. úroveň | 5. místo  | Čtvrtfinále (prohra 1:2 na zápasy s KLH Vajgar Jindřichův Hradec) |               |
| 2003/04                      | 2. liga – sk. Střed        | 3. úroveň | 6. místo  | Čtvrtfinále (prohra 0:2 na zápasy s SK HC Baník Most)             |               |
| 2004/05                      | 2. liga – sk. Střed        | 3. úroveň | 5. místo  | Osmifinále (prohra 2:3 na zápasy s HC Děčín)                      |               |
| 2005/06                      | 2. liga – sk. Střed        | 3. úroveň | 8. místo  | Osmifinále (prohra 1:3 na zápasy s HC Jablonec nad Nisou)         |               |
| 2006/07                      | 2. liga – sk. Střed        | 3. úroveň | 5. místo  | Osmifinále (prohra 2:3 na zápasy s HC Jablonec nad Nisou)         |               |
| 2007/08                      | 2. liga – sk. Střed        | 3. úroveň | 4. místo  | Semifinále (prohra 1:3 na zápasy s HC Chrudim)                    | Změna skupiny |
| 2008/09                      | 2. liga – sk. Západ        | 3. úroveň | 2. místo  | Kvalifikace o 1. ligu (3. místo)                                  | Změna skupiny |
| 2009/10                      | 2. liga – sk. Střed        | 3. úroveň | –. místo  | Ne                                                                | Nedohráno     |
| 2010/11                      | 2. liga – sk. Střed        | 3. úroveň | 4. místo  | Semifinále (prohra 0:2 na zápasy s HC Benešov)                    | Změna skupiny |
| 2011/12                      | 2. liga – sk. Západ        | 3. úroveň | 4. místo  | Čtvrtfinále (prohra 1:3 na zápasy s HC Děčín)                     |               |
| 2012/13                      | 2. liga – sk. Západ        | 3. úroveň | 10. místo | Ne                                                                | Baráž         |
| 2013/14                      | 2. liga – sk. Západ        | 3. úroveň | 17. místo | Ne                                                                | Baráž         |
| 2014/15                      | Jihočeská krajská liga     | 4. úroveň | 6. místo  | Čtvrtfinále                                                       |               |
| 2015/16                      | Jihočeská krajská liga     | 4. úroveň | 3. místo  | Finále                                                            |               |
| 2016/17                      | Jihočeská krajská liga     | 4. úroveň | 3. místo  | Semifinále                                                        |               |
| 2017/18                      | Jihočeská krajská liga     | 4. úroveň | 6. místo  | Semifinále                                                        |               |
| 2018/19                      | Jihočeská krajská liga     | 4. úroveň | 5. místo  | Čtvrtfinále                                                       |               |
| 2019/20                      | Jihočeská krajská liga     | 4. úroveň | 8. místo  | Čtvrtfinále                                                       |               |
| 2020/21                      | Jihočeská krajská liga     | 4. úroveň | –. místo  |                                                                   | Zrušeno       |
| 2021/22                      | Jihočeská krajská liga     | 4. úroveň | 7. místo  | Čtvrtfinále                                                       |               |
| 2022/23                      | Jihočeská krajská liga     | 4. úroveň | 2. místo  | Finále                                                            |               |
| 2023/24                      | Jihočeská krajská liga     | 4. úroveň | 1. místo  |                                                                   |               |
| 2024/25                      | Jihočeská krajská liga     | 4. úroveň | 1. místo  | Vítěz                                                             | Kvalifikace   |